# Wilhelm Leibl

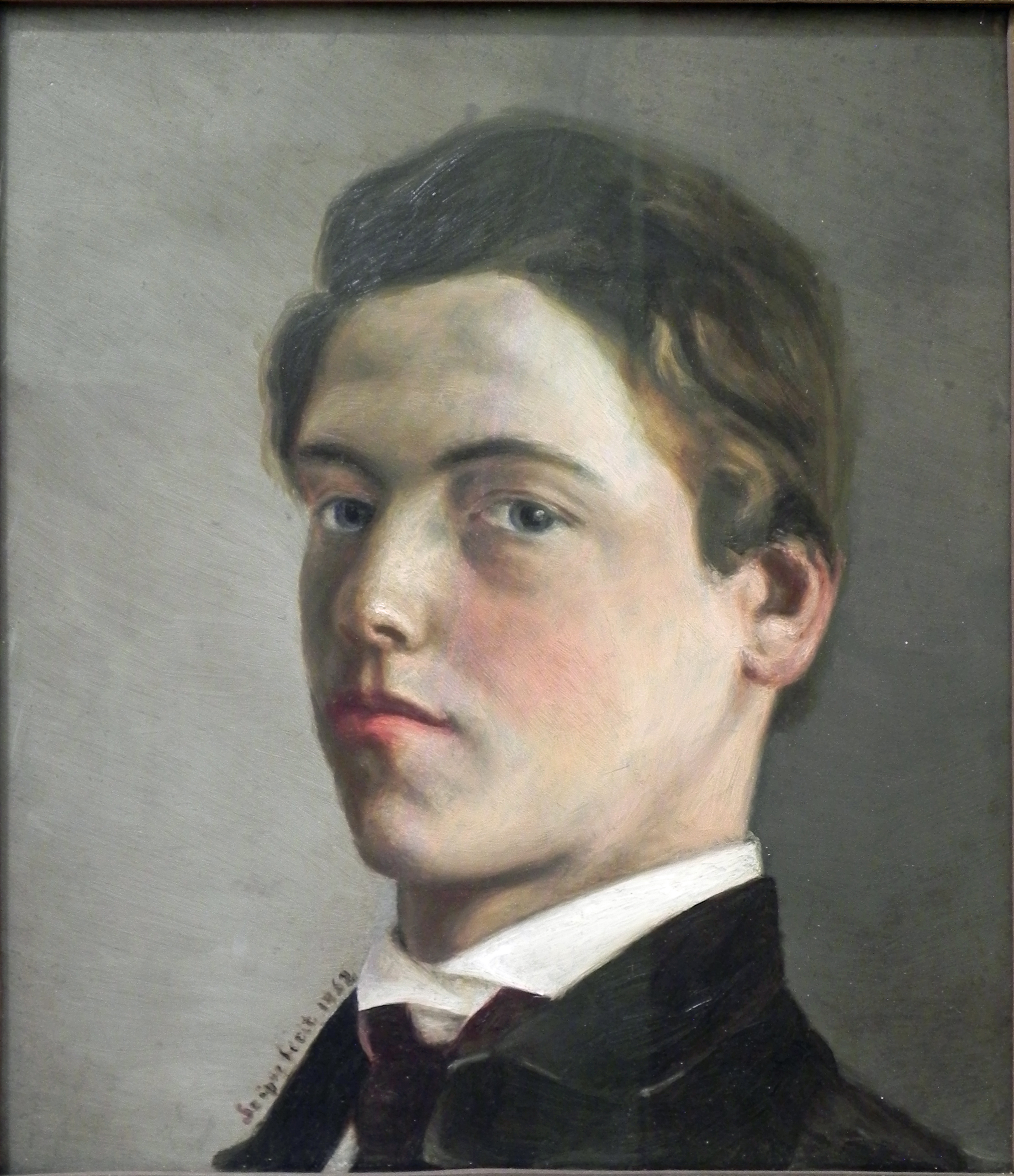
Wilhelm Leibl als Achtzehnjähriger, Selbstbildnis

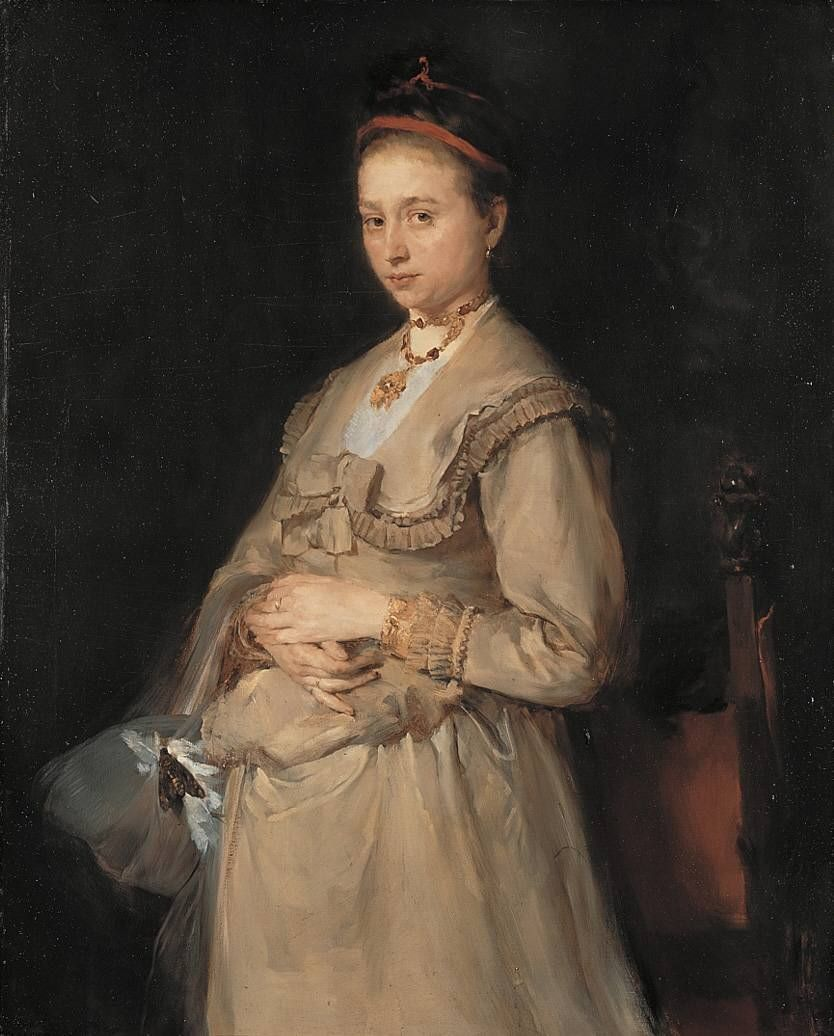
Bildnis der Frau Gedon

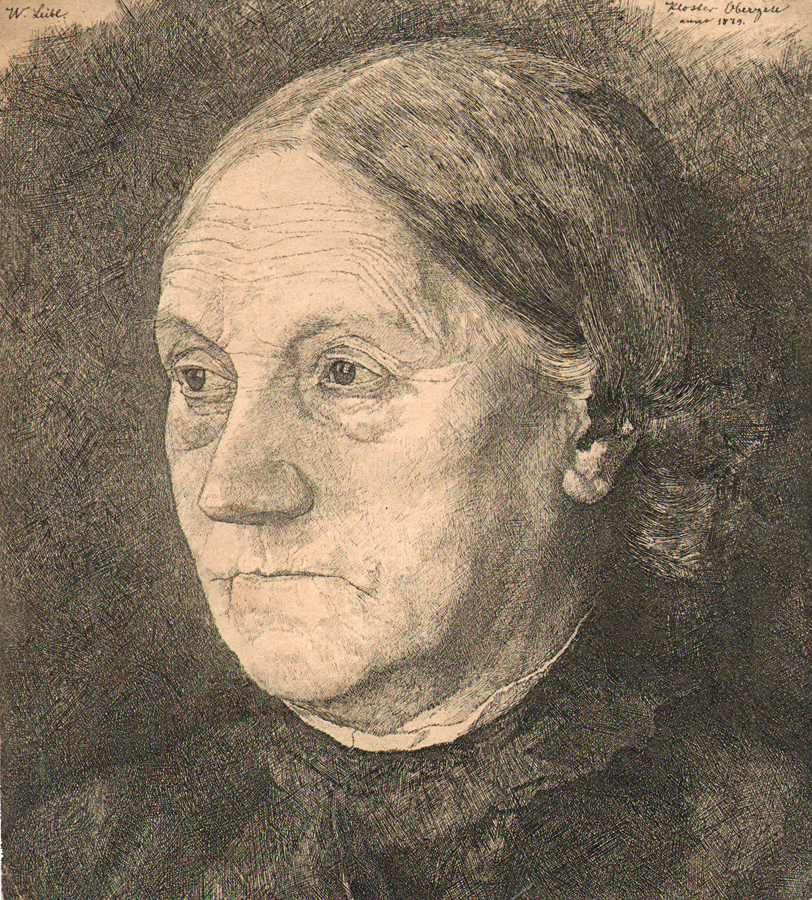
Gertrud Leibl. Radierung, (1879)

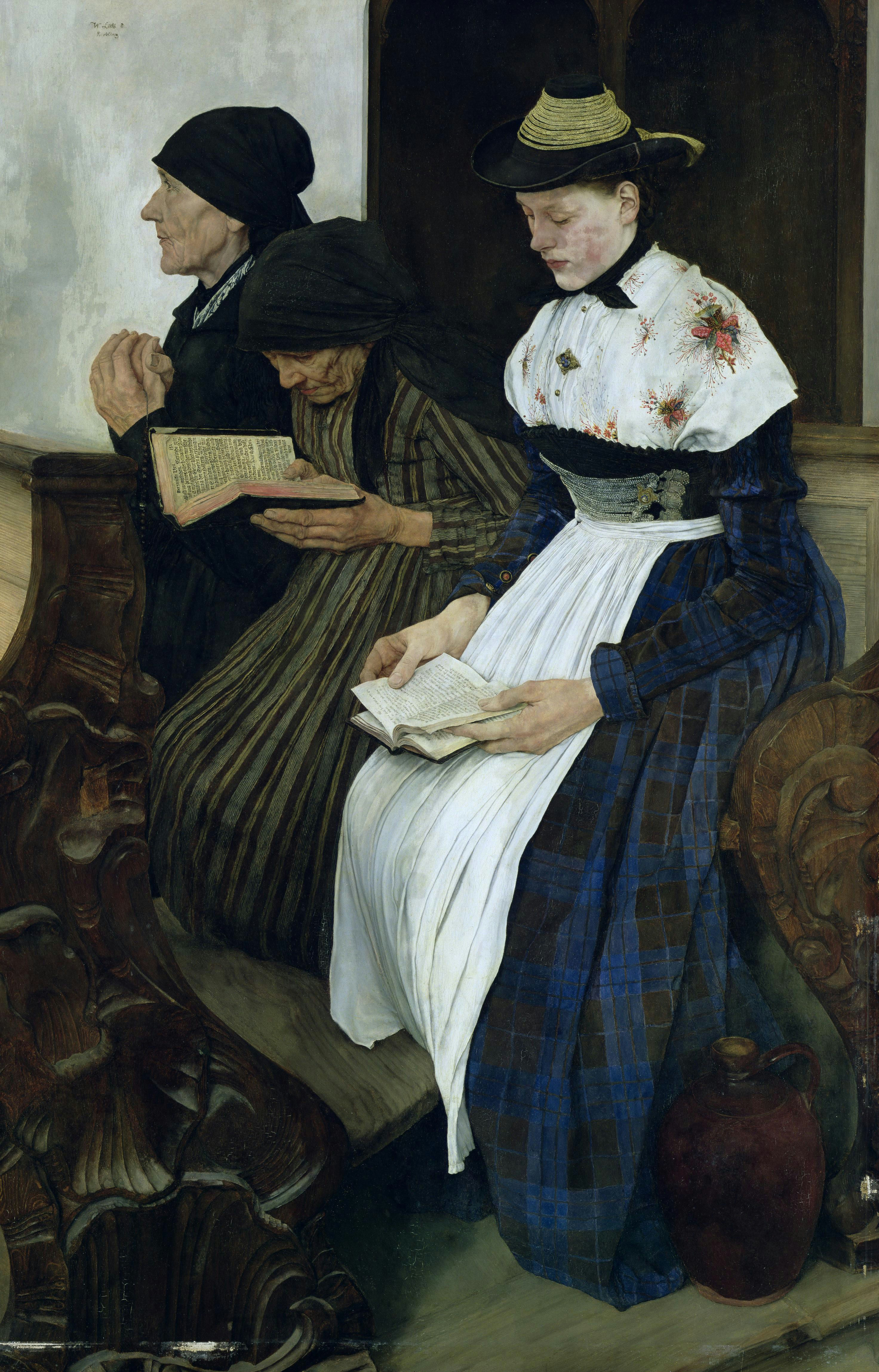
Die drei Frauen in der Kirche (1881)

Wilhelm Maria Hubertus Leibl (* 23. Oktober 1844 in Köln; † 4. Dezember 1900 in Würzburg) war als Maler ein bedeutender Vertreter des Realismus in Deutschland.

## Leben
Wilhelm Leibl war das fünfte von sechs Kindern des Kölner Domkapellmeisters Carl Leibl und dessen Ehefrau Maria Gertrud Lemper. Großeltern waren Karl Ferdinand Leibl und Maria Regina Theresia Wagner aus Landau und Jakob Lemper, Professor am Kölner Gymnasium Montanum, und Anna Catharina Franziska Blanck aus Köln.
Wilhelm Leibl verließ früh die Schule und erhielt seine erste Ausbildung nach Abbruch einer Schlosserlehre bei Hermann Becker in Köln. Ab 1864 studierte er an der Königlichen Kunstakademie in München bei den Lehrern Hermann Anschütz, Alexander Strähuber, Arthur Georg von Ramberg und 1868 bei Carl Theodor von Piloty. 1869 teilte er sich ein gemeinsames Atelier in München mit den Malern Theodor Alt, Rudolf Hirth du Frênes und Johann Sperl. Das Hauptwerk dieser Frühzeit, das Bildnis der Frau Gedon (1868/69; München, Neue Pinakothek), brachte ihn in freundschaftlichen Kontakt mit Gustave Courbet. Der Franzose Courbet hatte mit seinen realistischen Bildern und ihrer egalitären Flächenstruktur sehr viel Aufmerksamkeit erregt. Leibl reiste 1870 zu einem kurzen Aufenthalt nach Paris, wo er auch die Malerei Édouard Manets kennenlernte.
In München versammelte Leibl 1870 gleichgesinnte Maler, den Leibl-Kreis, um sich (unter anderem Wilhelm Trübner, Carl Schuch, Theodor Alt und Karl Haider, zeitweilig auch Hans Thoma). Ab 1873 zog sich Leibl vom Münchner Kunstbetrieb zurück und lebte mit dem Maler Johann Sperl in Berbling und Bad Aibling in Oberbayern. 1892 wurde Leibl vom Prinzregenten Luitpold von Bayern zum Königlichen Professor ernannt. 1895 erhielt er auf der Großen Berliner Kunstausstellung eine Große Goldmedaille.
Schwer herzleidend mit Atembeschwerden begab er sich im Mai/Juni 1900 zur Kur nach Bad Nauheim und, als sich sein Leiden verschlimmerte, in die Würzburger Privatklinik von Wilhelm Olivier von Leube, wo er an einer Lungenembolie starb. Er wurde in einem prächtigen Grab auf dem Würzburger Hauptfriedhof beigesetzt.

## Zitate
„Ich habe immer gearbeitet und in den dürftigsten Verhältnissen gelebt und den Ärger zu verbeißen gehabt, meine Ansichten misskannt und verachtet zu sehen“

„Zurück, ich muss sterben!“

## Gedenken

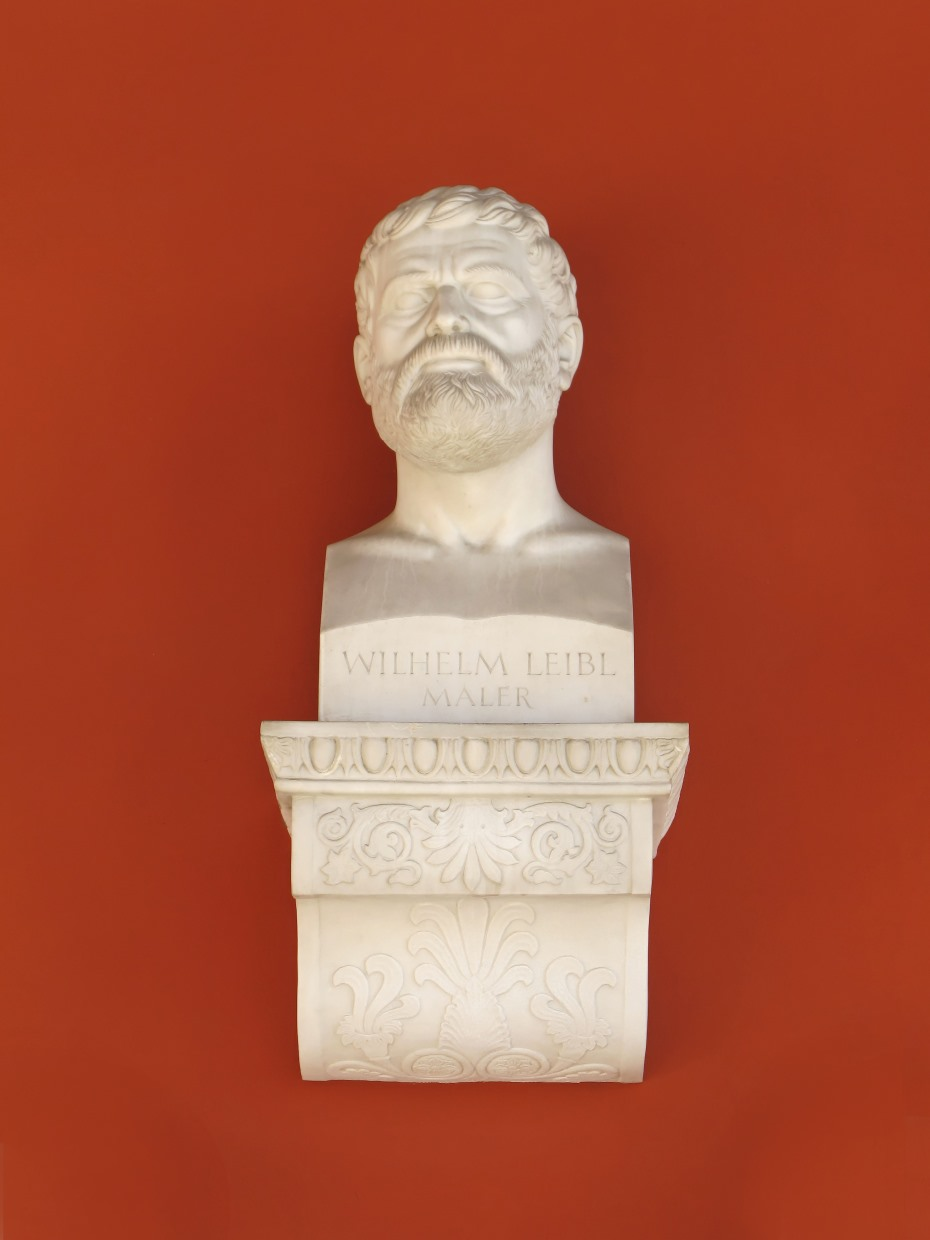
Büste von Wilhelm Leibl in der Ruhmeshalle in München

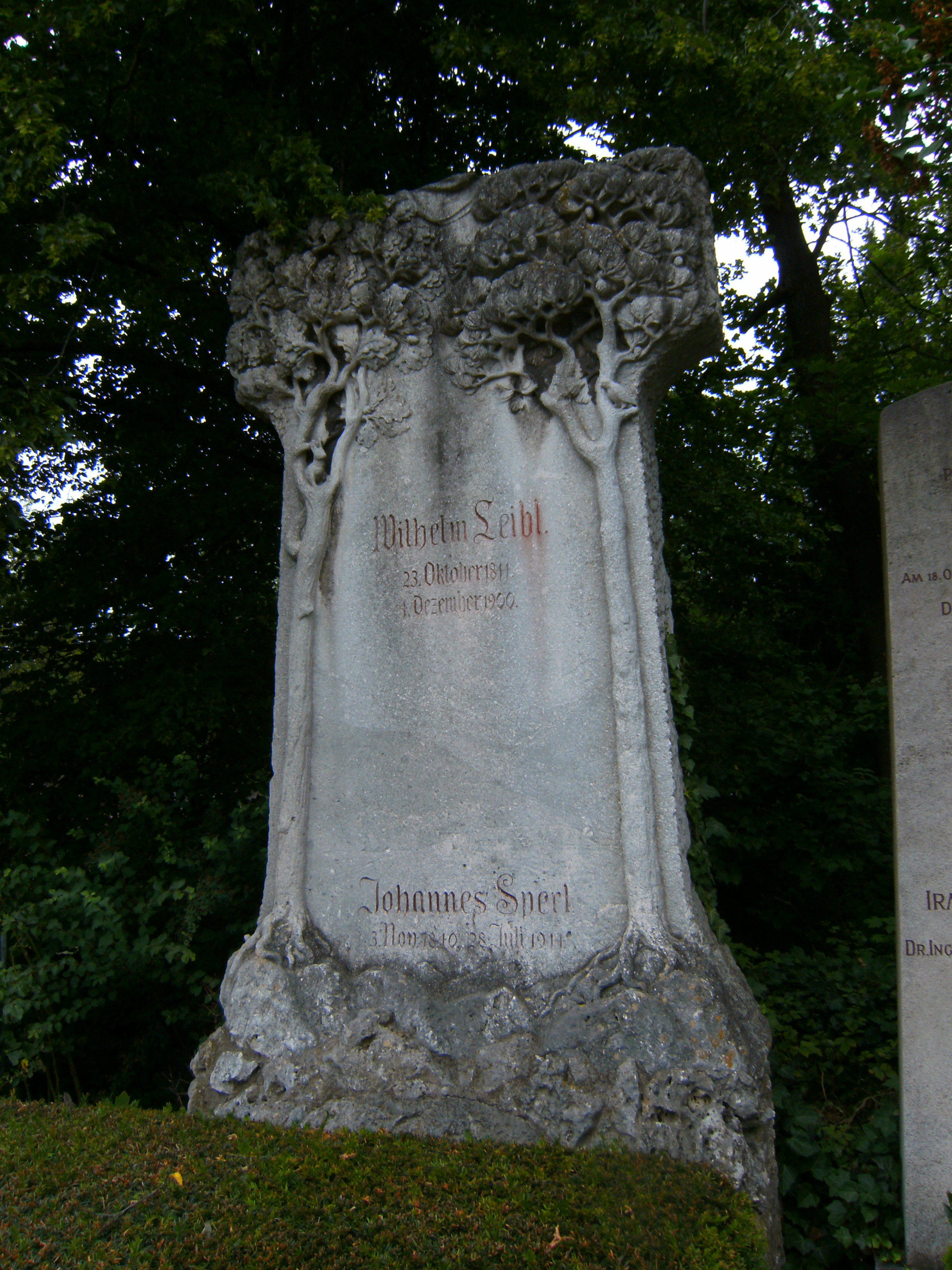
Grabstein für Wilhelm Leibl und Johann Sperl (Maler) auf dem Hauptfriedhof in Würzburg (Abteilung 1, Feld 2, Nummer 29).

Seine Büste fand Aufstellung in der Ruhmeshalle in München. 1931 wurde die Wilhelm-Leibl-Gasse in Wien-Hietzing nach ihm benannt und 1950 der Leiblstieg in Hamburg-Groß Flottbek.
In Regensburg ist im Stadtteil Kumpfmühl ein Weg nach ihm benannt.
Wilhelm Leibls Grab befindet sich auf dem Hauptfriedhof Würzburg in der I. Abteilung, 50 Meter südlich der Aussegnungshalle. Sein 1914 verstorbener Malerfreund Johannes Sperl wurde im selben Grab beigesetzt.

## Leistungen
Wilhelm Leibl gilt als der bedeutendste Maler des Realismus und eines reinmalerischen Stils in Deutschland. Seine Bilder aus dem ländlichen Raum Oberbayerns haben nichts von Idylle oder genrehafter Erzählfreude, sondern sind durch kaum geschönte Darstellung der Menschen geprägt. Seine detailreiche Malerei näherte sich ab 1890 dem Impressionismus an, doch wahrte er stets die geschlossene Körperlichkeit seiner Gestalten. Leibl war in erster Linie Menschendarsteller.

## Werke

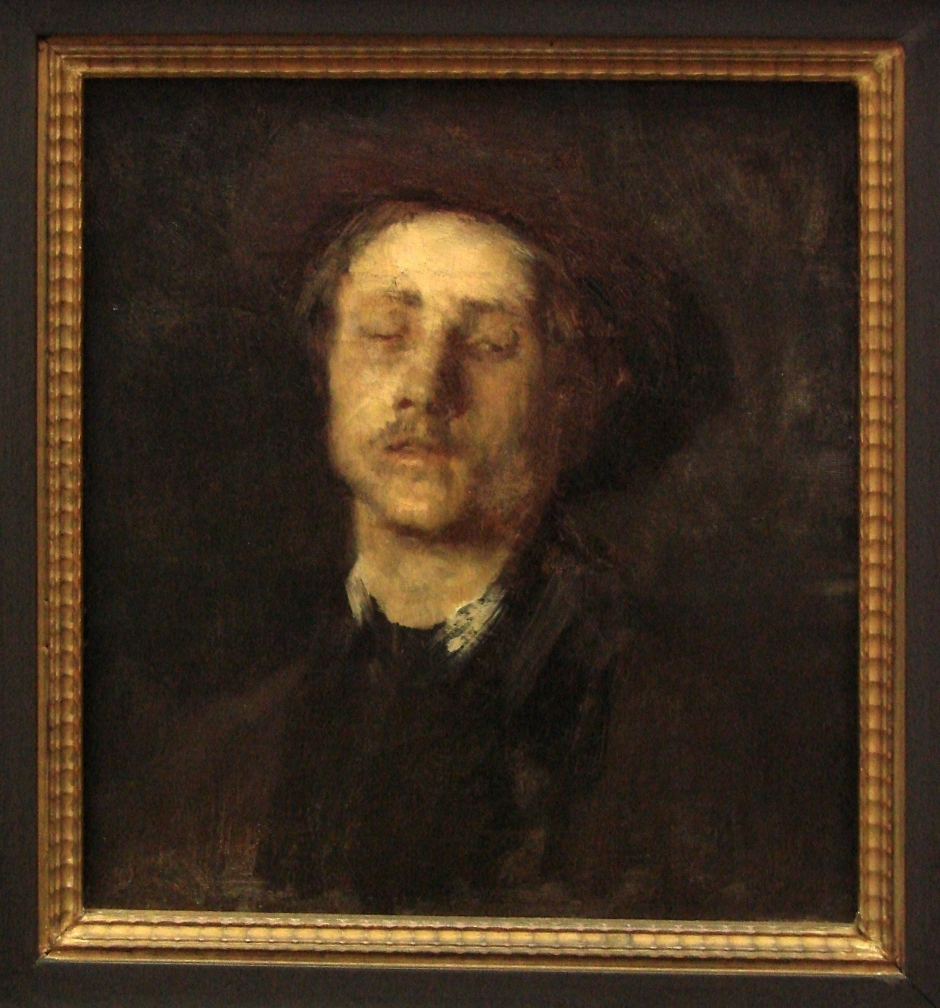
Kopf eines Blinden

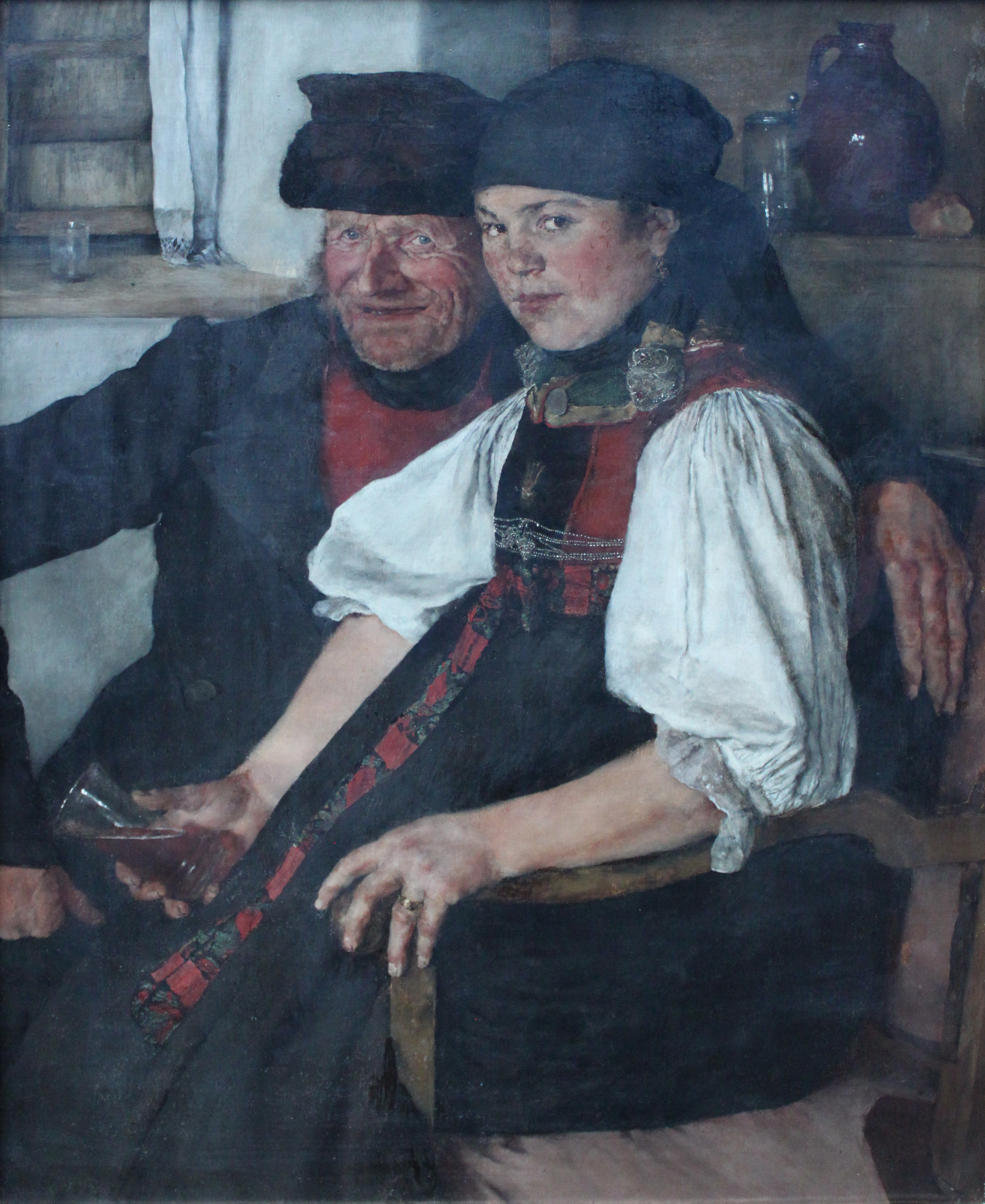
Das ungleiche Paar, 1876, Städelsches Kunstinstitut

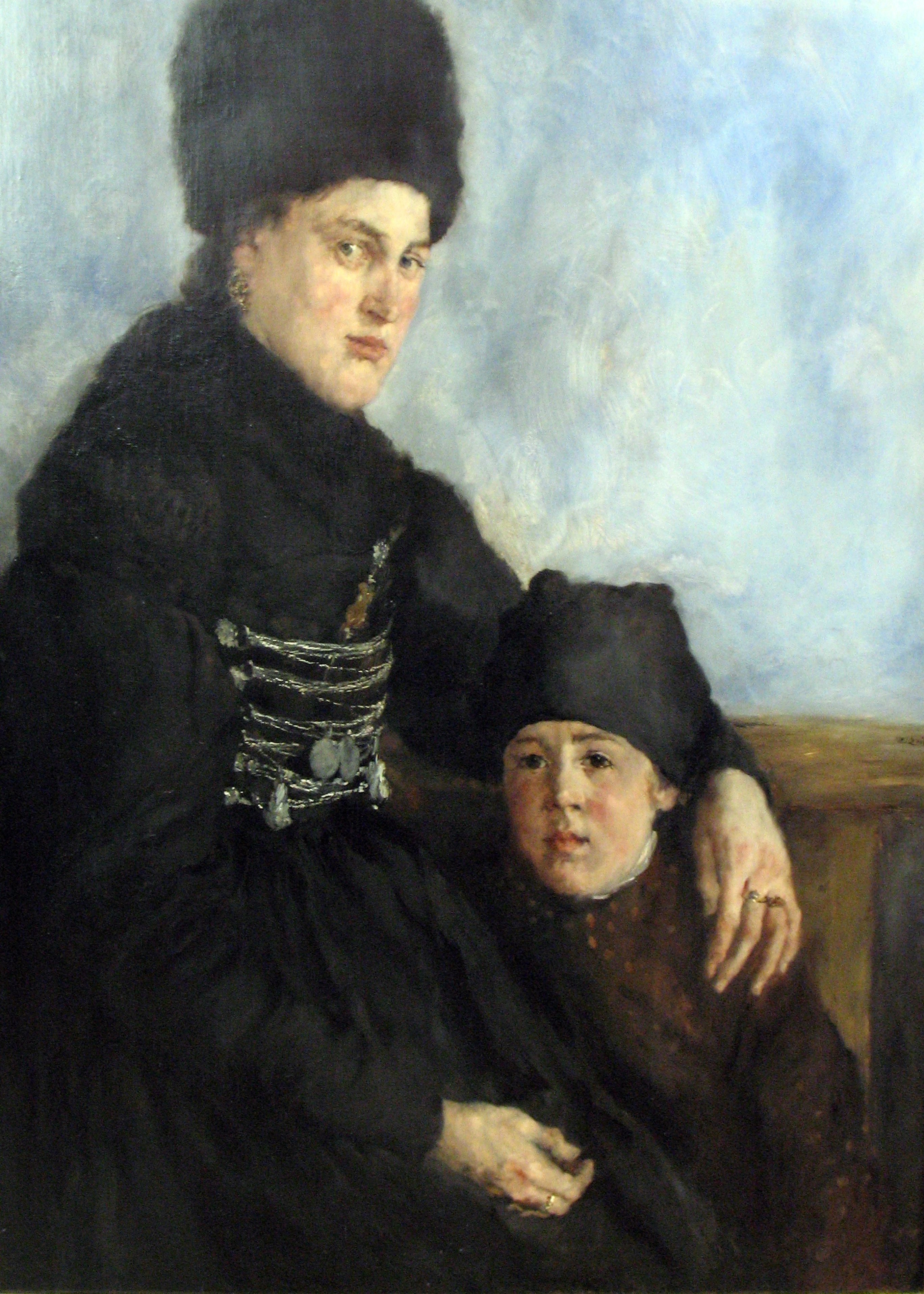
Dachauerin mit Kind, 1874–75, Alte Nationalgalerie

- Selbstbildnis als Achtzehnjähriger Niedersächsisches Landesmuseum Hannover 1862
- Kopf eines Blinden, Lenbachhaus, um 1867–1869, Öl auf Leinwand
- Frau Gedon (München, Neue Pinakothek), 1869, Öl auf Leinwand, 119,5 × 93,7 cm
- Die junge Pariserin (Köln, Wallraf-Richartz-Museum), 1869, Öl auf Holz, 64,5 × 52,5 cm  (Abb.)
- Schlafender Savoyardenknabe (St. Petersburg, Eremitage), 1869, Öl auf Holz, 44 × 64 cm
- Der Maler Paul von Szinyei-Merse (Budapest, Szépmüvészeti Múzeum), 1869, Öl auf Leinwand, 139,5 × 102 cm
- Die alte Pariserin (Köln, Wallraf-Richartz-Museum), 1869–70, Öl auf Holz, 81,5 × 64,5 cm
- Der Maler Sattler mit seiner Dogge (München, Neue Pinakothek), 1870, Öl auf Holz, 72,5 × 62 cm
- Konzertstudie (Köln, Wallraf-Richartz-Museum), um 1870, Öl auf Holz, 44 × 40 cm
- Johann Heinrich Pallenberg (Köln, Wallraf-Richartz-Museum), 1871, Öl auf Leinwand, 118 × 95,5 cm
- Lina Kirchdorffer (München, Neue Pinakothek, Inv. Nr. 8446), 1871, Öl auf Leinwand, 111,5 × 83,2 cm
- Dachauerin mit Kind (Berlin, Alte Nationalgalerie), 1874–75, Öl auf Holz, 86 × 68 cm
- Zwei Dachauerinnen im Wirtshaus (Hamburg, Kunstmuseum), 1874–75
- Der Maler Carl Schuch (München, Neue Pinakothek, Inv. Nr. 8620), 1876, Öl auf Leinwand, 58,6 × 50,5 cm
- Bauernmädchen mit weißem Kopftuch (München, Neue Pinakothek), um 1876, Öl auf Holz, 21,5 × 17 cm
- Das ungleiche Paar (Frankfurt, Städelsches Kunstinstitut), 1876–77, Öl auf Leinwand, 75,5 × 61,5 cm
- Die Dorfpolitiker (Winterthur, Kunst Museum Winterthur – Reinhart am Stadtgarten), 1877, Öl auf Leinwand auf Holz, 76 × 97 cm
- Rosina Fischler, Gräfin Treuberg (Wien, Österreichische Galerie, Inv. Nr. 1497), 1877, Öl auf Holz, 88 × 66,8 cm
- Der Spargroschen (Wuppertal, Von der Heydt-Museum), 1877, Öl auf Holz, 39 × 31 cm
- Dr. med. Friedrich Rauert (Hamburger Kunsthalle), 1877, Tempera auf Leinwand, 50 × 40 cm
- Rosine Fischler, Gräfin Treuberg (Hamburg, Kunsthalle), 1877–78, Öl auf Leinwand, 104,1 × 82,2 cm
- Kopf eines Bauernmädchens (Dresden, Gemäldegalerie), 1879, Öl auf Holz, 31 × 24 cm
- Mädchenkopf (Dachauerin), 1879. Alte Nationalgalerie Berlin,  Öl auf Holz, 20 × 16 cm
- Kopf eines Bauernmädchens (Wien, Österreichische Galerie, Inv. Nr. 594), um 1880, Öl auf Holz, 30 × 27,5 cm
- Mädchen mit der Nelke, Staatliche Kunsthalle Karlsruhe, um 1880, Öl auf Holz
- Die drei Frauen in der Kirche (Hamburg, Kunsthalle), 1881, Öl auf Holz, 113 × 77 cm
- Die Wildschützen (Berlin, Alte Nationalgalerie), 1882–86, Öl auf Leinwand, 55 × 42 cm
- In der Bauernstube (München, Neue Pinakothek), 1890, Öl auf Holz, 37 × 38 cm
- Der Tierarzt Dt. Reindl in der Laube (München, Städtische Galerie im Lenbachhaus), um 1890, Öl auf Holz, 26 × 19,5 cm
- Julius Mayr (Schweinfurt, Museum Georg Schäfer), 1890
- Auguste Mayr (verschollen), 1891
- Leibl und Sperl auf der Hühnerjagd (München, Neue Pinakothek), 1890–95, Öl auf Leinwand, 40 × 58 cm
- Der Zeitungsleser (Essen, Museum Folkwang), 1891, Öl auf Leinwand, 63 × 48,5 cm
- Die Spinnerin (Leipzig, Museum der bildenden Künste), 1892, Öl auf Leinwand, 65 × 74 cm
- Strickende Mädchen auf der Ofenbank (Dresden, Gemäldegalerie), um 1892–95, Öl auf Leinwand, 59 × 42 cm
- Mädchen am Herd (Köln, Wallraf-Richartz-Museum), 1895, Öl auf Holz, 41 × 32 cm
- Miesbacher Bäuerin (Wuppertal, Städtisches Museum), um 1896, Öl auf Holz, 37 × 29 cm
- In Erwartung (Leipzig, Museum der bildenden Künste), 1898, Öl auf Holz, 35 × 26,5 cm
- In der Küche (Köln, Wallraf-Richartz-Museum), 1898, Öl auf Leinwand, 84 × 64,5 cm
- Mädchen am Fenster (Köln, Wallraf-Richartz-Museum), 1899, Öl auf Leinwand, 109 × 72 cm